# Голя (гміна Слава)
Голя (пол. Gola) — село в Польщі, у гміні Слава Всховського повіту Любуського воєводства.
Населення — 253 особи (2011).
У 1975-1998 роках село належало до Зеленогурського воєводства.

## Демографія
Демографічна структура станом на 31 березня 2011 року:
|          | Загалом | Допрацездатний вік | Працездатний вік | Постпрацездатний вік |
| -------- | ------- | ------------------ | ---------------- | -------------------- |
| Чоловіки | 122     | 41                 | 70               | 11                   |
| Жінки    | 131     | 34                 | 72               | 25                   |
| Разом    | 253     | 75                 | 142              | 36                   |